# Lophoplusia pterylota
Lophoplusia pterylota är en fjärilsart som beskrevs av Edward Meyrick 1904. Lophoplusia pterylota ingår i släktet Lophoplusia och familjen nattflyn. Inga underarter finns listade i Catalogue of Life.